# Saint-Mars-d'Outillé

Saint-Mars-d'Outillé este o comună în departamentul Sarthe, Franța. În 2009 avea o populație de 2,233 de locuitori.